# Affero General Public License
Affero General Public License, často zkracováno jako Affero GPL nebo AGPL (a někdy neformálně též Affero licence) je označení pro dvě rozdílné, avšak historicky související licence svobodného softwaru: (1) Affero General Public License, verze 1 (publikována společností Affero, Inc. v březnu 2002 a založená na GNU General Public License, verze 2 (GPLv2)), a (2) GNU Affero General Public License, verze 3 (publikována Free Software Foundation v listopadu 2007 a odvozená z GNU General Public License, verze 3 (GPLv3)). 
Obě verze AGPL byly navrženy pro uzavření skuliny v běžné GPL, týkající se poskytovatelů aplikačních služeb (ASP). Každá z verzí se liší od GNU GPL, na které je založena, tím, že přidává další podmínku ohledně užití softwaru přes síť. Tato podmínka vyžaduje, aby každý ze síťových uživatelů díla licencovaného pod GPL (typicky webové aplikace) měl přístup ke kompletním zdrojovým kódům. 
Free Software Foundation doporučuje, aby se uvažovalo o použití GNU AGPLv3 u každého softwaru, který se bude obvykle používat přes síť.

## Historie
V roce 2000, během vývoje obchodního modelu pro e-learning a e-služby, setkal se Henry Poole v Amsterdamu se Richardem Stallmanem a diskutovali tam o ASP skulině v GPLv2. Během následujících měsíců řešili, jak se vypořádat s tímto problémem. V roce 2001 Poole založil Affero, Inc. (firmu zaměřenou na webové služby) a potřeboval licenci, která by vyžadovala distribuci kódu těmi organizacemi, které použijí kód společnosti Affero k vytvoření odvozených webových služeb. Tehdy Poole kontakoval Bradleyho M. Kuhna a Ebena Moglena z Free Software Foundation, aby mu poradili s novou licencí, která by uzavřela ASP skulinu v GPLv2.
Někdy koncem února 2002 Kuhn navrhl, na základě ideje programu, který vypisuje svůj vlastní zdrojový kód, aby byla GPLv2 doplněna sekcí 2(d), která by vyžadovala, aby odvozená díla měla funkci pro stažení zdrojového kódu, určenou k poskytnutí úplného odpovídajícího zdrojového kódu. Kuhn argumentoval tím, že v sekci 2(c) je precedent pro takový požadavek, kde se vyžaduje uchování určitých funkcí všemi, kdo budou dílo šířit nebo upravovat.
Moglen a Kuhn sepsali text nově navržené sekce 2(d) a poskytli ho Poolovi, který si potom vyžádal a obdržel souhlas FSF k publikování odvozeniny GPLv2 pro tyto účely. V březnu 2002 publikovala firma Affero, Inc. původní Affero General Public License (AGPLv1) pro použití s projektem Affero a dala tuto licenci k dispozici k použití jinými vývojáři vytvářejícími software jako službu.
FSF uvažovala zahrnout zvláštní podmínku pro AGPLv1 do GPLv3, ale jednomyslně se rozhodla vydat samostatnou licenci, téměř identickou s GPLv3, ale obsahující podmínku s podobným účelem a efektem, jako má sekce 2(d) v AGPLv1. Nová licence byla označena jako GNU Affero General Public License, přičemž zahrnutí názvu Affero indikuje těsnou historickou vazbu na AGPLv1. GNU AGPL dostala číslo verze 3, vzhledem ke své blízkosti ke GPL téže verze, aktuální verze GNU Affero General Public License se tedy často zkracuje jako AGPLv3.
Finální verze AGPLv3 byla vydána FSF 19. listopadu 2007.
Prvním známým softwarovým systémem vydaným pod AGPLv3 (21. listopadu 2007) je Stet.
Mezi široce používané projekty pod licencí AGPLv3 patří petiční web předsedy vlády Velké Británie.

## Kompatibilita s GPL
Obě verze AGPL, podobně jako odpovídající verze GNU GPL, na kterých jsou založeny, jsou silně copyleftové licence. Podle úsudku FSF činí dodatečný požadavek v sekci 2(d) licence AGPLv1 tuto nekompatibilní s jinak téměř identickou GPLv2. Tedy nelze distribuovat dílo vytvořené kombinací komponent, které mají každá jednu z těchto licencí.
V kontrastu k tomu, GPLv3 a AGPLv3 obsahují klauzule (v sekci 13 každé z licencí), které společně zajišťují vzájemnou kompatibilitu těchto dvou licencí. Tyto klauzule explicitně povolují poskytování díla vytvořeného slinkováním kódu licencovaného pod jednou z licencí s kódem licencovaným pod licencí druhou. V tomto případě se copyleft každé licence oslabí, aby byla povolena distribuce takových kombinací.
K vytvoření cesty pro upgrade z AGPLv1 na AGPLv3 od FSF publikovala firma Affero licenci Affero General Public License verze 2, která je toliko přechodovou licencí, umožňující příjemcům softwaru licencovaného pod "AGPLv1 nebo libovolnou novější verzí publikovanou Affero, Inc." distribuovat software nebo odvozená díla pod AGPLv3.